# Mob Psycho 100
Mob Psycho 100 (jap. モブサイコ100, Mobu Saiko 100) ist ein japanischer Webmanga des Mangaka ONE, der von April 2012 bis Dezember 2017 veröffentlicht wurde und seit Oktober 2017 bei Carlsen Manga auf Deutsch veröffentlicht wird. Seit März 2018 erscheint in Japan ein Spin-off-Webmanga namens Reigen von ONE.
Über den Sommer 2016 wurde die zwölfteilige Anime-Adaption in Japan ausgestrahlt, die kurz nach der japanischen Ausstrahlung von Crunchyroll mit deutschen Untertiteln veröffentlicht wurde. Crunchyroll hat am 4. August 2018 die komplette erste Staffel, nach der Premiere der ersten Episode auf der Animagic 2018, mit deutscher Synchronisation veröffentlicht. Der Anime bekam 2018 einen Zusammenfassungsfilm, der die Geschehnisse der Serie aus autobiografischer Sicht von Mobs Mentor Arataka Reigen nacherzählt. Eine zweite Staffel wurde im März 2018 bestätigt, die ab dem 7. Januar 2019 im japanischen Fernsehen ausgestrahlt wurde. Außerdem sind im Januar 2018 ein Bühnenstück aufgeführt und eine japanische Realserie veröffentlicht worden.

## Handlung
Die Geschichte folgt dem männlichen Protagonisten Shigeo Kageyama, auch bekannt unter seinem Spitznamen Mob (モブ bedeutet „Hintergrundfigur“), in seinem Leben als 13-jähriges Medium – einem Menschen mit übernatürlichen, psychischen Kräften. Seinen Spitznamen erhielt er, da er unauffällig ist und aus einer Menschenmenge nicht hervorsticht. Mob hält seine Kräfte jedoch weitestgehend unter Verschluss, weil er lieber ein normales Leben führt und fürchtet, mit seinen Kräften anderen Schaden zuzufügen. Wenn jedoch sein emotionales Level 100 % erreicht, geraten seine Kräfte außer Kontrolle.
Neben der Schule arbeitet Mob für den Schwindler und selbsternanntes Medium Arataka Reigen. Dieser macht sich Mobs Kräfte für sein Geschäft zu Nutze, während Mob glaubt bei ihm in die Lehre zu gehen. Durch die Aufträge, die Arataka erhält, kann Mob seine Kräfte zum Guten einsetzen. Nachdem er für eine neu gegründete Religion angeworben wird und dessen Gründer namens Grübchen, einen bösen Geist, besiegt, schlägt sich dieser angeblich auf Mobs Seite und verfolgt ihn, um später von seinen starken Kräften profitieren zu können. In der Schule wird Mob vom Gehirnfunkklub umworben, tritt aber lieber dem Körperverbesserungsklub bei, um sportlicher und attraktiver zu werden, damit er bei seiner Mitschülerin und Sandkastenfreundin Tsubomi Takane Eindruck schinden kann, in die er verliebt ist. Doch er gerät so auch in einen Konflikt mit der Gang einer anderen Schule und lernt so deren geheimen Boss kennen, der auch übernatürliche Kräfte hat: Teruki Hanazawa. Doch Mob kann ihn leicht besiegen.
Mobs kleiner Bruder Ritsu wünscht sich dieselben Kräfte wie sein Bruder und beneidet ihn heimlich darum. Er hat auch Angst vor Mob, seit er einmal miterlebt hat, wie Mob die Kontrolle über seine Kräfte verlor – seitdem hält sich Mob auch besonders zurück. Ritsu sucht auch den Rat eines Labor auf, das Menschen mit übernatürlichen Fähigkeiten sucht. Dort trifft er einige andere Kinder mit sehr schwachen Kräften, obwohl er selbst keine hat. Zur gleichen Zeit geht er als Teil des Schulkomitee gegen Störenfriede an der Schule vor und lässt sie verweisen – jedoch mit hinterlistigen Mitteln, was Ritsu sehr belastet. Als dann Grübchen auf ihn trifft, erweckt dieser schließlich auch wegen der Belastung unter der Ritsu steht übernatürliche Kräfte in ihm. Er fühlt sich nun unbesiegbar und lässt sich auch auf Kämpfe mit Rowdys anderer Schulen ein. Schließlich kommt Mob dazu und stellt Ritsu zur Rede, doch Mobs Bruder wird nach einem Kampf von einem Erwachsenen entführt.
Zusammen mit Teruki Hanazawa und Grübchen will Mob seinen Bruder finden. Sie erfahren, dass der Entführer zur Organisation „Klaue“ gehört, die Kinder mit übernatürlichen Fähigkeiten entführt, für ihre Zwecke einspannt und so die Welt erobern will. Auch die anderen Kinder aus dem Labor wurden entführt. So machen sich die drei auf, die Kinder und Mobs Bruder zu retten. Während sie in das versteckte Quartier der Organisation eindringen, versuchen sich die Entführten selbst an ihrer Flucht. Es kommt schließlich zum Kampf gegen die stärksten Medien der Basis, bei dem auch Arataka Reigen mitmacht – kurzzeitig überträgt Mob ihm seine Kräfte, nachdem er fast völlig die Kontrolle über sich verloren hätte. Der Kampf kann gewonnen werden und die Entführten werden befreit. Die beiden Brüder haben wieder Vertrauen zueinander gefasst und Ritsu bereut seine Fehler. Reigen hat durch den Krafttransfer die Fähigkeit erlangt, Geister zu sehen, und spannt nun auch Grübchen für sein Geschäft ein.

## Charaktere
Shigeo Kageyama (影山 茂夫, Kageyama Shigeo)
Der Hauptcharakter, ein 14-jähriger Achtklässler mit dem Spitznamen Mob, verfügt über paranormale, psychische Kräfte. Seit seiner Kindheit hat er nur selten starke Emotionen gehabt. Da er glaubt, dass er seine Kräfte im alltäglichen Leben nicht notwendig haben wird, benutzt er sie auch für gewöhnlich nicht. Er unterdrückt seine Gefühle, um seine Kräfte unter Kontrolle zu halten. Wenn jedoch sein emotionales Level 100 % erreicht, „explodiert“ er. Dabei lässt er eine unterdrückte Emotion als übernatürliche Kraft aus. Er arbeitet bei Arataka Reigens „Beratungsstelle für Geister und so“ für 300 ¥ pro Stunde. Er wurde gebeten im Telebattier-Club mitzumachen, damit der Klub nicht aufgelöst wird. Jedoch entschied er sich für das Kerlkraftwerk, um sportlicher und attraktiver zu werden und dadurch seine geheime Liebe, Tsubomi Takane, zu beeindrucken.
Arataka Reigen (霊幻 新隆, Reigen Arataka)
Mobs Meister, ein selbsternanntes Medium, leitet die „Beratungsstelle für Geister und so“ (霊とか相談所, Rei toka sōdansho), die im Vergleich zu Konkurrenten die billigste ist. Das Geschäft verlief nicht sehr gut, doch als er eine Website ins Internet stellte, erhöhte sich die Anzahl an Anfragen rasend. Im Wesentlichen ist er ein Betrüger und zeichnet sich durch Überredung, Sprache und Wahrnehmung aus. Er ist clever, agil und behauptet den grünen Gürtel im Shaolin-Boxen zu haben. Er löst die Probleme seiner Kunden mit einer Vielzahl von Fähigkeiten oder indem er seine sogenannte „geheime Technik“ anwendet. Wenn er jedoch ein Problem hat, welches er nicht lösen kann, beschäftigt er Mob mit seiner Arbeit. Obwohl er ein Betrüger ist, behandelt er Mob sehr ruhig und ernst, und Mob schaut trotzdem zu ihm auf.
Grübchen (エクボ, Ekubo)
Ein böser Geist der Oberklasse. Er versuchte eine Religion/Kultur namens LOL (笑, „Warau“) zu errichten, welche jedoch von Mob aufgelöst wurde. Nach seiner Niederlage sank seine Kraft drastisch, wodurch er sehr harmlos gegenüber Mob wurde. Er freundet sich danach mit Mob an, um Mobs Kräfte für seinen Wunsch, ein Gott zu sein, ausnutzen zu können.
Ritsu Kageyama (影山 律, Kageyama Ritsu)
Mobs kleiner Bruder, Siebtklässler. Er ist clever, hat gute Noten und ist athletisch. Noch dazu kommt er gut bei den Mädchen an. Das einzige, was er nicht hat, sind Medium-Kräfte wie sein Bruder Mob. Er erhofft sich eines Tages dieselben Fähigkeiten wie Mob zu besitzen. Möglicherweise ist er ziemlich stark, jedoch noch lange nicht so stark wie sein großer Bruder.
Teruki Hanazawa (花沢 輝気, Hanazawa Teruki)
Der ura banchō („versteckter Boss“) der Kurozu-Mittelschule, kurz Teru genannt. Er ist ein Medium wie Mob. Jedoch verwendet er seine Kräfte im Gegensatz zu Mob im alltäglichen Leben, sei es im Sportunterricht oder in Tests. Zusammen mit seinem guten Aussehen kommt er auch noch gut bei den Mädchen an. Nach seinem Kampf gegen Mob änderte er sich und benutzt seine Kräfte nicht mehr für Schlägereien und Rivalitäten ein, sondern um anderen zu helfen.

## Veröffentlichung
Das erste Kapitel wurde am 18. April 2012 online im Web-Manga-Magazin Ura Sunday von Shōgakukan veröffentlicht und damit seit Dezember 2014 auch über deren mobiler App MangaONE, wo das letzte Kapitel am 22. Dezember 2017 erschien. Die Kapitel wurden auch in 16 Sammelbänden (Tankōbon) zusammengefasst.
Am 16. April 2014 begann die Veröffentlichung der chinesischen Übersetzung in Taiwan.
Von Oktober 2017 bis Oktober 2020 erschien der Manga auf Deutsch bei Carlsen Manga mit allen 16 Bänden.
| Band | Japanisch     | Japanisch              | Deutsch       | Deutsch                |
| Band | VÖ-Datum      | ISBN                   | VÖ-Datum      | ISBN                   |
| ---- | ------------- | ---------------------- | ------------- | ---------------------- |
| 01   | 16. Nov. 2012 | ISBN 978-4-09-124102-3 | 31. Okt. 2017 | ISBN 978-3-551-74033-5 |
| 02   | 18. Feb. 2013 | ISBN 978-4-09-124252-5 | 19. Dez. 2017 | ISBN 978-3-551-74034-2 |
| 03   | 18. Juni 2013 | ISBN 978-4-09-124338-6 | 20. März 2018 | ISBN 978-3-551-74035-9 |
| 04   | 18. Juli 2013 | ISBN 978-4-09-124397-3 | 30. Apr. 2018 | ISBN 978-3-551-74036-6 |
| 05   | 18. Dez. 2013 | ISBN 978-4-09-124543-4 | 26. Juni 2018 | ISBN 978-3-551-74037-3 |
| 06   | 16. Mai 2014  | ISBN 978-4-09-124682-0 | 28. Aug. 2018 | ISBN 978-3-551-74038-0 |
| 07   | 18. Juli 2014 | ISBN 978-4-09-125129-9 | 30. Okt. 2018 | ISBN 978-3-551-74039-7 |
| 08   | 17. Okt. 2014 | ISBN 978-4-09-125476-4 | 27. Dez. 2018 | ISBN 978-3-551-74040-3 |
| 09   | 12. Feb. 2015 | ISBN 978-4-09-125748-2 | 26. Feb. 2019 | ISBN 978-3-551-74148-6 |
| 10   | 4. Aug. 2015  | ISBN 978-4-09-126328-5 | 30. Apr. 2019 | ISBN 978-3-551-74149-3 |
| 11   | 4. Dez. 2015  | ISBN 978-4-09-126676-7 | 30. Juli 2019 | ISBN 978-3-551-74150-9 |
| 12   | 17. Juni 2016 | ISBN 978-4-09-127310-9 | 28. Sep. 2019 | ISBN 978-3-551-74055-7 |
| 13   | 19. Aug. 2016 | ISBN 978-4-09-127373-4 | 24. Dez. 2019 | ISBN 978-3-551-74056-4 |
| 14   | 19. Apr. 2017 | ISBN 978-4-09-127592-9 | 28. Apr. 2020 | ISBN 978-3-551-74057-1 |
| 15   | 19. Okt. 2017 | ISBN 978-4-09-127819-7 | 30. Juni 2020 | ISBN 978-3-551-74058-8 |
| 16   | 19. Juli 2018 | ISBN 978-4-09-128460-0 | 29. Sep. 2020 | ISBN 978-3-551-74059-5 |

### Spin-off
Ab dem 19. März 2018 wurde ein Spin-off-Webmanga bzw. eine Fortsetzung namens Reigen in der MangaONE App in unregelmäßigen Abständen veröffentlicht, der ebenfalls vom Mangaka ONE stammt. Am 19. Februar 2019 wurden die Kapitel in einem Sammelband unter dem Titel Reigen ~ Reikyūchi Max 131 no Otoko ~ (REIGEN ～霊級値MAX131の男～) veröffentlicht, zusammen mit neuen Inhalten. Am 3. Mai 2022 erschien der Sammelband auf Deutsch bei Carlsen Manga.

## Adaptionen

### Anime
Eine Anime-Umsetzung vom Webmanga erfolgte durch Studio Bones unter der Regie von Yuzuru Tachikawa. Hauptautor ist Hiroshi Seko und die Drehbücher schrieben Yoshitomo Yonetani und Yuzuru Tachikawa. Die Musik komponierte Kenji Kawai, das Charakterdesign entwarf Yoshimichi Kameda und die künstlerische Leitung lag bei Ryō Kōno. Der Vorspann wurde unterlegt mit dem Lied 99 von Mob Choir und für den Abspann verwendete man Refrain Boy von All off.
Die zwölf Episoden der Serie wurden vom 12. Juli bis 27. September 2016 punkt Mitternacht (und damit am vorigen Fernsehtag) von Tokyo MX, sowie mit bis zu einer Woche Versatz auch von Yomiuri TV, BS Fuji und TV Asahi CS in Japan erstausgestrahlt. Parallel als Simulcast wurde sie auf der Plattform Crunchyroll veröffentlicht, unter anderem mit deutschen und englischen Untertiteln; aufgrund der Zeitverschiebung geschah dies im Westen Japans immer am Vortag. Am 4. August 2018 wurde die Auftaktepisode auf der AnimagiC-Convention von Crunchyroll mit deutscher Synchronisation erstaufgeführt, ehe wenige Stunden später die ganze Staffel auf ihrer Online-Plattform veröffentlicht wurde. Kazé Anime hat sich die Lizenz für eine Veröffentlichung auf DVD und Blu-ray von Crunchyroll gesichert.
Das einstündige Special mit dem Untertitel Reigen ~ Shirarezaru Kiseki Reinōryokusha ~ (REIGEN ～知られざる奇跡の霊能力者～ ‚Reigen ~ Der unbekannte, wundersame Esper ~‘) erzählt die Handlung des Animes aus autobiografischer Sicht Arataka Reigens und bietet ein Viertel an neuen Szenen, die nicht in der Serie vorkamen. Es wurde zuerst in zwei Sondervorführungen am 18. März 2018 im Chiba’s Maihama Amphitheater in Japan gezeigt. Dabei wurde auch eine zweite Staffel der Serie angekündigt, bei der wieder Yuzuru Tachikawa Regie führt. Die bei dem Event angebotenen DVDs und Blu-rays kamen dann am 23. März 2018 in den allgemeinen Verkauf, sowie als Streaming-Angebot auf der Plattform Crunchyroll unter dem Titel Mob Psycho 100 Reigen ~Der unbekannte Typ mit Kräften~, auch wieder mit Untertiteln unter anderem auf Deutsch. Kazé Anime veröffentlichte das Special auf DVD und Blu-ray.
Die 13-teilige zweite Staffel wurde vom 7. Januar bis zum 1. April 2019 im japanischen Fernsehen erstausgestrahlt, angefangen wurde wieder bei Tokyo MX, sowie mit bis zu drei Tagen Versatz auch auf Yomiuri TV, BS Fuji, TV Asahi CS und AT-X. Crunchyroll brachte die Episoden wieder jeweils kurz nach der Ausstrahlung auf ihrer Plattform mit Untertiteln in verschiedenen Sprachen heraus, darunter Deutsch. Die ersten beiden Episoden der Staffel wurden erstmals am 17. November 2018 auf der Anime NYC in New York City vorgeführt und am 20. Dezember 2018 in Shinjuku, Japan. Die Asien-Premiere der ersten Episode fand bereits am 2. Dezember statt. Im Juli 2019 kündigte Crunchyroll an, dass man die zweite Staffel und das einstündige Special auf Deutsch synchronisiert habe. Dieses wurde ab dem 28. August 2019 (Special) und am 16. Oktober 2019 (Staffel 2) auf Crunchyroll veröffentlicht. Das Special erhielt den Titel Eine Geisterstunde der bossonderen Art.
Im Anschluss an das Finale der zweiten Staffel wurde eine Original Video Animation mit dem Titel Dai Ikkai Rei to ka Sōdansho Ianryokō ~Kokoro Mitasu Iyashi no Tabi~ (第一回霊とか相談所慰安旅行~ココロ満たす癒やしの旅 ‚Der erste superbillige Ausflug der Berater für Geister und so Zeugs ~ Eine erholsame Reise für Herz und Seele ~‘) angekündigt, deren anschließende Handlung vom Mangaka ONE stammt. Sie wurde am 31. August 2019 auf der Crunchyroll Expo erstmals aufgeführt und erschien am 25. September 2019 in Japan auf DVD und Blu-ray. Crunchyroll bietet die OVA (Laufzeit einer regulären Episode) ebenfalls seit dem 25. September 2019 deutscher Zeit mit unter anderem deutschen Untertiteln an. Sie wurde der zweiten Staffel hinzugefügt. Außerdem erschien die OVA zusammen mit der zweiten Staffel am 16. Oktober 2019 mit deutscher Synchronisation.
Vom 5. Oktober bis 22. Dezember 2022 wurde in Japan die dritte Staffel ausgestrahlt, erneut bei Tokyo MX sowie international bei Crunchyroll mit Untertiteln sowie verzögert mit Synchronfassungen unter anderem in Deutsch und Englisch.

#### Episodenliste

##### Staffel 1
| Nr. (ges.) | Nr. (St.) | Deutscher Titel                                                            | Originaltitel                                                                        | Regie             | Drehbuch     | Premiere Japan | Dt. Premiere D/A/CH | Erstveröffentlichung im OmdU |
| ---------- | --------- | -------------------------------------------------------------------------- | ------------------------------------------------------------------------------------ | ----------------- | ------------ | -------------- | ------------------- | ---------------------------- |
| 1          | 1         | ~ Der Schüler und sein Meister ~                                           | 自称霊能力者・霊幻新隆～とモブ～ Jishō Reinōryokusha: Arataka Reigen ~ to Mob ~      | Yuzuru Tachikawa  | Hiroshi Seko | 12. Juli 2016  | 4. Aug. 2018        | 11. Juli 2016                |
| 2          | 2         | Die Tugend der Jugend ~ Telebattieren geht über Studieren ~                | 青い春の疑問～脳感電波部登場～ Aoi Haru no Gimon ~ Nōkan Denpa-bu Tōjō ~             | Takefumi Anzai    | Hiroshi Seko | 19. Juli 2016  | 4. Aug. 2018        | 18. Juli 2016                |
| 3          | 3         | Die LaLeLuLeLoL ~ Lachen kann dich fertig machen ~                         | 集いへの誘い～簡単に言うとモテたい～ Tsudoi e no Sasoi ~ Kantan ni Iu to Motetai ~   | Katsuya Shigehara | Hiroshi Seko | 26. Juli 2016  | 4. Aug. 2018        | 25. Juli 2016                |
| 4          | 4         | Event nur für Deppen ~ Der Krampf der Titanen ~                            | 馬鹿オンリーイベント～同類～ Baka Onrī Ibento ~ Dōrui ~                              | Tomoaki Ōta       | Hiroshi Seko | 2. Aug. 2016   | 4. Aug. 2018        | 1. Aug. 2016                 |
| 5          | 5         | ~ Am Ende ist man immer der dumme August ~                                 | OCHIMUSHA～超能力と僕～ Ochimusha ~ Chōnōryoku to Boku ~                             | Ken’ichi Fujisawa | Hiroshi Seko | 9. Aug. 2016   | 4. Aug. 2018        | 8. Aug. 2016                 |
| 6          | 6         | ~ Uneins, um eins zu werden ~                                              | 不調和～成るために～ Fuchōwa ~ Naru Tame ni ~                                        | Takefumi Anzai    | Hiroshi Seko | 16. Aug. 2016  | 4. Aug. 2018        | 15. Aug. 2016                |
| 7          | 7         | ~ Begeistert ist es halb gemeistert ~                                      | 昂揚～喪失を手に入れた～ Kōyō ~ Sōshitsu o Teniireta ~                               | Takashi Kawabata  | Hiroshi Seko | 23. Aug. 2016  | 4. Aug. 2018        | 22. Aug. 2016                |
| 8          | 8         | ~ Der Gassenhauer ~                                                        | 兄ペコ～破壊意思～ Ani Peko ~ Hakai Ishi ~                                           | Yūji Ōya          | Hiroshi Seko | 30. Aug. 2016  | 4. Aug. 2018        | 29. Aug. 2016                |
| 9          | 9         | ~ Kralle und die siebte Division ~                                         | „爪“～第７支部～ „Tsume“ ~ Dai Nana Shibu ~                                          | Yōko Kanemori     | Hiroshi Seko | 6. Sep. 2016   | 4. Aug. 2018        | 5. Sep. 2016                 |
| 10         | 10        | ~ Rein oder Raus? Katz oder Maus? ~                                        | 巨悪のオーラ～黒幕～ Kyoaku no Ōra ~ Kuromaku ~                                      | Katsuya Shigehara | Hiroshi Seko | 13. Sep. 2016  | 4. Aug. 2018        | 12. Sep. 2016                |
| 11         | 11        | Reigen Rising ~ Der Bossondere ~                                           | 師匠 ~Leader~ Shishō ~ Leader ~                                                      | Takefumi Anzai    | Hiroshi Seko | 20. Sep. 2016  | 4. Aug. 2018        | 19. Sep. 2016                |
| 12         | 12        | Der Meister und sein Schüler ~ Tsuchinokos sind zu groß, um sie zu sehen ~ | モブと霊幻～巨大ツチノコ現るの巻～ Mob to Reigen ~ Kyodai Tsuchinoko Genru no Maki ~ | Yuzuru Tachikawa  | Hiroshi Seko | 27. Sep. 2016  | 4. Aug. 2018        | 26. Sep. 2016                |

##### OVA
| Nr. | Deutscher Titel                                 | Originaltitel                                                                   | Regie            | Drehbuch     | Premiere Japan | Dt. Premiere D/A/CH | Erstveröffentlichung im OmdU |
| --- | ----------------------------------------------- | ------------------------------------------------------------------------------- | ---------------- | ------------ | -------------- | ------------------- | ---------------------------- |
| 1   | Reigen ~Eine Geisterstunde der bossonderen Art~ | REIGEN ～知られざる奇跡の霊能力者～ Reigen ~ Shirarezaru Kiseki Reinōryokusha ~ | Yuzuru Tachikawa | Hiroshi Seko | 18. März 2018  | 28. Aug. 2019       | 23. Mär. 2018                |

##### Staffel 2
| Nr. (ges.) | Nr. (St.) | Deutscher Titel                             | Originaltitel | Regie                            | Drehbuch         | Premiere Japan | Dt. Premiere D/A/CH | Erstveröffentlichung im OmdU |
| ---------- | --------- | ------------------------------------------- | --- | -------------------------------- | ---------------- | -------------- | ------------------- | ---------------------------- |
| 13         | 1         | Auf den Keim gegangen                       | ビリビリ ～誰かが見ている～ Biribiri ~Darekaga Mite iru~                                                               | Yūji Ōya                         | Hiroshi Seko     | 7. Jan. 2019   | 16. Okt. 2019       | 7. Jan. 2019                 |
| 14         | 2         | Düstere Stadtlegenden                       | 都市伝説 〜噂との遭遇〜 Toshi Densetsu ~Uwasa to no Sōgū~                                                              | Katsuya Shigehara                | Hiroshi Seko     | 14. Jan. 2019  | 16. Okt. 2019       | 14. Jan. 2019                |
| 15         | 3         | Verflixt und Ausgespäht                     | 重ねる危険 ～変質～ Kasaneru Kiken ~Henshitsu~                                                                         | Ken’ichi Fujisawa                | Hiroshi Seko     | 21. Jan. 2019  | 16. Okt. 2019       | 21. Jan. 2019                |
| 16         | 4         | Der böse Geist im Inneren                   | 中身 ～悪霊～ Nakami ~Akuryō~                                                                                          | Shōhei Miyake                    | Hiroshi Seko     | 28. Jan. 2019  | 16. Okt. 2019       | 28. Jan. 2019                |
| 17         | 5         | Zwietracht                                  | 不和 ～選択～ Fuwa ~Sentaku~                                                                                           | Hakuyu Go                        | Hiroshi Seko     | 4. Feb. 2019   | 16. Okt. 2019       | 4. Feb. 2019                 |
| 18         | 6         | Einsam Peinsam                              | 孤独なホワイティー Kodokuna Howaitī                                                                                    | Takahiro Hasui                   | Yuzuru Tachikawa | 11. Feb. 2019  | 16. Okt. 2019       | 11. Feb. 2019                |
| 19         | 7         | Reigen Roasted                              | 追い込み ～正体～ Oikomi ~Shōtai~                                                                                      | Gō Toda                          | Yuzuru Tachikawa | 18. Feb. 2019  | 16. Okt. 2019       | 18. Feb. 2019                |
| 20         | 8         | Laufen bis die Schwarte kracht              | それでも ～前へ～ Soredemo ~Mae e~                                                                                     | Yūji Ōya                         | Hiroshi Seko     | 25. Feb. 2019  | 16. Okt. 2019       | 25. Feb. 2019                |
| 21         | 9         | Gut und Böse gegen Superböse                | 見せてみろ ～集合～ Misete Miro ~Shūgō~                                                                                | Hiroshi Takeuchi                 | Hiroshi Seko     | 4. März 2019   | 16. Okt. 2019       | 4. Mär. 2019                 |
| 22         | 10        | Krallenkrawall                              | 衝突 ～パワー系～ Shōtotsu ~Pawā-Kei~                                                                                  | Katsuya Shigehara                | Hiroshi Seko     | 11. März 2019  | 16. Okt. 2019       | 11. Mär. 2019                |
| 23         | 11        | Holla der Waldfee                           | 指導 ～感知能力者～ Shidō ~Kanchi Nōryoku-sha~                                                                         | Itsuki Tsuchigami                | Hiroshi Seko     | 18. März 2019  | 16. Okt. 2019       | 18. Mär. 2019                |
| 24         | 12        | Resozialisierungsschlacht                   | 社会復帰戦 ～友情～ Shakaifukki-sen ~Yūjō~                                                                             | Toshiyuki Sone, Yuzuru Tachikawa | Hiroshi Seko     | 25. März 2019  | 16. Okt. 2019       | 25. Mär. 2019                |
| 25         | 13        | Die Nacht der Abrechnung                    | ボス戦 ～最後の光～ Bosu-sen ~Saigo no Hikari~                                                                         | Yūji Ōya, Yuzuru Tachikawa       | Hiroshi Seko     | 1. Apr. 2019   | 16. Okt. 2019       | 1. Apr. 2019                 |
| OVA        | OVA       | Der erste superbillige Ausflug des PS-Büros | 第一回霊とか相談所慰安旅行~ココロ満たす癒やしの旅 Dai Ikkai Rei to ka Sōdansho Ianryokō ~Kokoro Mitasu Iyashi no Tabi~ | Yuzuru Tachikawa                 | Hiroshi Seko     | 25. Sep. 2019  | 16. Okt. 2019       | 25. Sep. 2019                |

### Bühnenstück
Vom 6. bis 14. Januar 2018 ist ein Bühnenstück zu Mob Psycho 100 aufgeführt worden. Die Hauptrolle Mob wurde wie im Anime von Setsuo Itō dargestellt. Das Stück wird am 16. Mai 2018 auf DVD und Blu-ray im japanischen Handel erscheinen.

### Dorama
Mitte Oktober 2017 wurde bekanntgegeben, dass eine japanische Realserie für den Sender TV Tokyo in Kooperation mit der Streaming-Plattform Netflix produziert werde. Die zwölfteilige Serie startete am 12. Januar 2018 auf Netflix in Japan und wurde ab dem 19. Januar 2018 im japanischen Fernsehen kurz nach Mitternacht ausgestrahlt. In der Serie stellt Akio Ōtsuka wie bereits im Anime Grübchen dar. Die Serie wird seit dem 22. Mai international auf Netflix, auch im deutschsprachigen Raum, im Original mit Untertiteln bereitgestellt.

### Besetzung und Synchronisation
| Rolle           | Anime               | Anime                | Darsteller        | Darsteller      |
| Rolle           | jap. Stimme         | dt. Stimme           | Bühnenstück       | Realserie       |
| --------------- | ------------------- | -------------------- | ----------------- | --------------- |
| Shigeo Kageyama | Setsuo Itō          | Manuel Scheuernstuhl | Setsuo Itō        | Tatsuomi Hamada |
| Arataka Reigen  | Takahiro Sakurai    | Pascal Breuer        | Ryōma Baba        | Kazuki Namioka  |
| Grübchen        | Akio Ōtsuka         | Thomas Höricht       | Takeshi Nadagi    | Akio Ōtsuka     |
| Ritsu Kageyama  | Miyu Irino          | Fabian Wittkowski    | Gaku Matsumoto    | Ayumu Mochizuki |
| Teruki Hanazawa | Yoshitsugu Matsuoka | Felix Mayer          | Takuya Kawaharada | Atsushi Arai    |

## Rezeption
ONE erhielt 2016 für den Manga den Shōgakukan-Manga-Preis in der Kategorie Shōnen.